# Aphthe

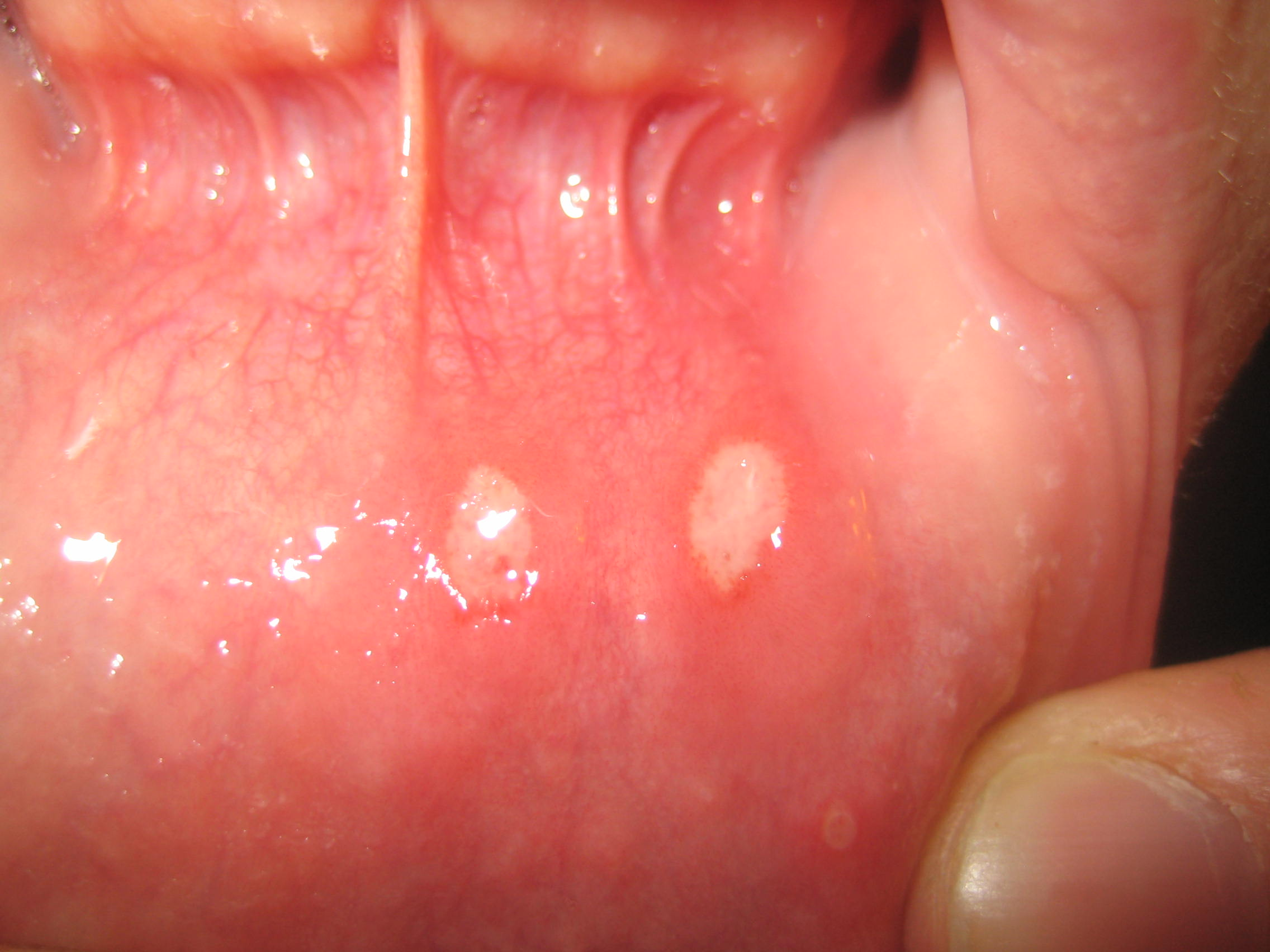
Drei Aphthen auf der Unterlippen-Innenseite

Eine Aphthe [ˈaftə] (Transliteration von altgriechisch ἄφθη, vom Verb ἅπτω haptō, deutsch ‚entfachen‘) ist eine schmerzhafte, von einem entzündlichen Randsaum umgebene Schädigung der Schleimhaut des Zahnfleischs, der Mundhöhle einschließlich der Lippen, der Tonsillen oder der Zunge. Es handelt sich dabei um ein Ulcus mit weißlichem Fibrinbelag. Beim gleichzeitigen Auftreten mehrerer solcher Stellen im Rahmen einer Primärinfektion spricht man vom Krankheitsbild der Stomatitis aphthosa (auch Gingivostomatitis herpetica oder Mundfäule). Treten Aphthen häufig wiederkehrend (rezidivierend) auf, spricht man von chronisch rezidivierender Aphthose. 

## Ursachen rezidivierender Aphthose
Ursachen (Ätiologie) und Entstehungsmechanismus (Pathogenese) der rezidivierenden Aphthose sind weitgehend unklar. Diskutiert wurden als Auslöser Bakterien, insbesondere Streptokokken, die jedoch als unwahrscheinlich eingestuft wurden. Ebenso wurden Viren als Ursache diskutiert, insbesondere Adenoviren und Herpesviren Typ 1 bis 6, jedoch konnten hier bisher keine Zusammenhänge nachgewiesen werden.
Eine Entstehung aufgrund mehrerer Einflussfaktoren, unter anderem genetischer Natur, wird angenommen. Eine familiäre Häufung rezidivierender Aphthen wird bei 30–40 % der Patienten beobachtet.
Sicher ist jedoch, dass bei einer bestehenden Zöliakie Gluten ein Auslöser sein kann.
Mögliche mit Aphthen in Zusammenhang stehende Faktoren sind: 
- Verletzungen der Mundschleimhaut
- verminderter Säuregehalt des Magensaftes (Subazidität)
- Veränderungen des Hormonhaushaltes
- Nahrungsdefizite (Vitamin-B12-, Eisen- oder Folsäuremangel)
- verschiedene Nahrungsmittel, vor allem solche, die Histamin enthalten[1]
  - Walnüsse, Haselnüsse, Nussschokolade
  - Tomaten
  - (Blauschimmel-)Käse
  - scharf gewürzte Speisen
  - Zitrusfrüchte
  - alkoholische Getränke

In schweren Fällen können Systemische Erkrankungen wie chronisch-entzündliche Darmerkrankungen, Morbus Behçet oder HIV-Infektionen zu Grunde liegen. Aphthen können als Symptom eines Mastzellaktivierungssyndroms (MCAS) auftreten.
Es wird keine Verbindung zu Menstruationszyklus, Schwangerschaft oder Menopause gesehen. Stress als Ursache wird seit Jahrzehnten diskutiert und ist mittlerweile als ein Einflussfaktor unter vielen nachgewiesen. Chemische Irritation durch Inhaltsstoffe wie beispielsweise Natriumlaurylsulfat (SLS), das häufig in Zahnpasta enthalten ist, wird als möglicher Auslöser diskutiert. Raucher sind seltener betroffen als Nichtraucher; als eine mögliche Ursache wird die Verhornung der Haut (Hyperkeratose) durch das Rauchen angesehen.

## Krankheitsbild

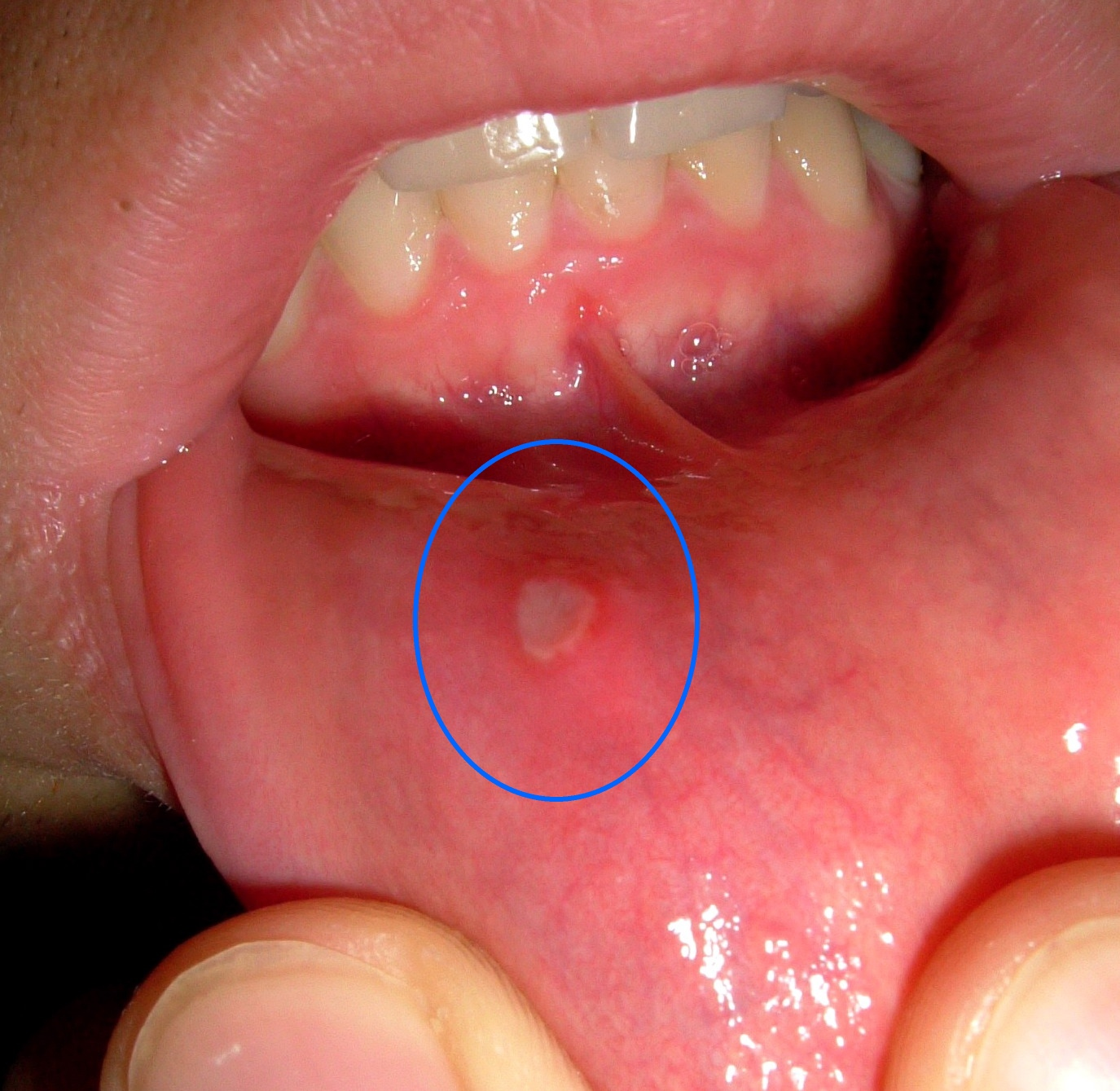
Aphthe auf der Unterlippen-Innenseite

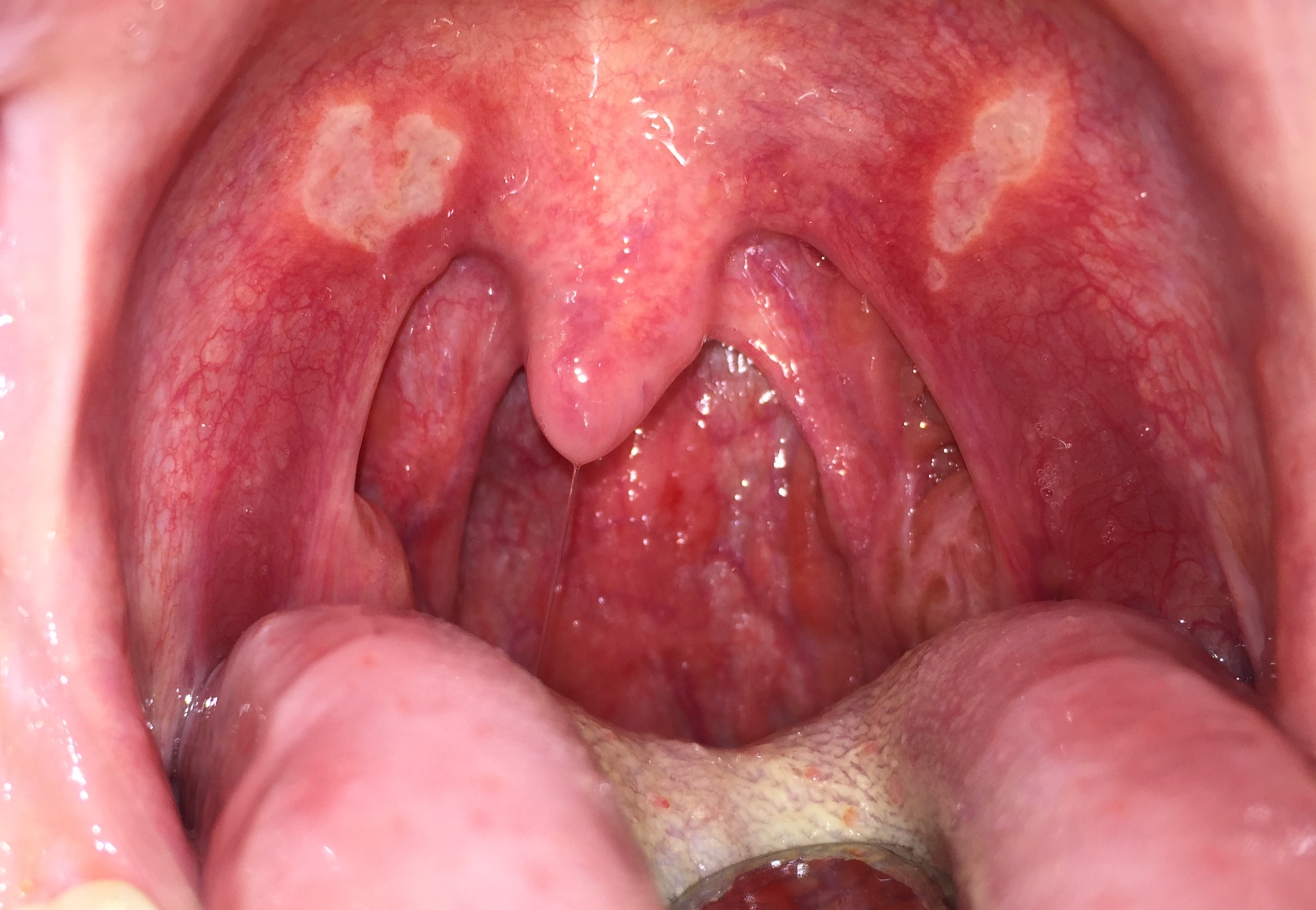
Mehrere große Aphthen am Gaumensegel

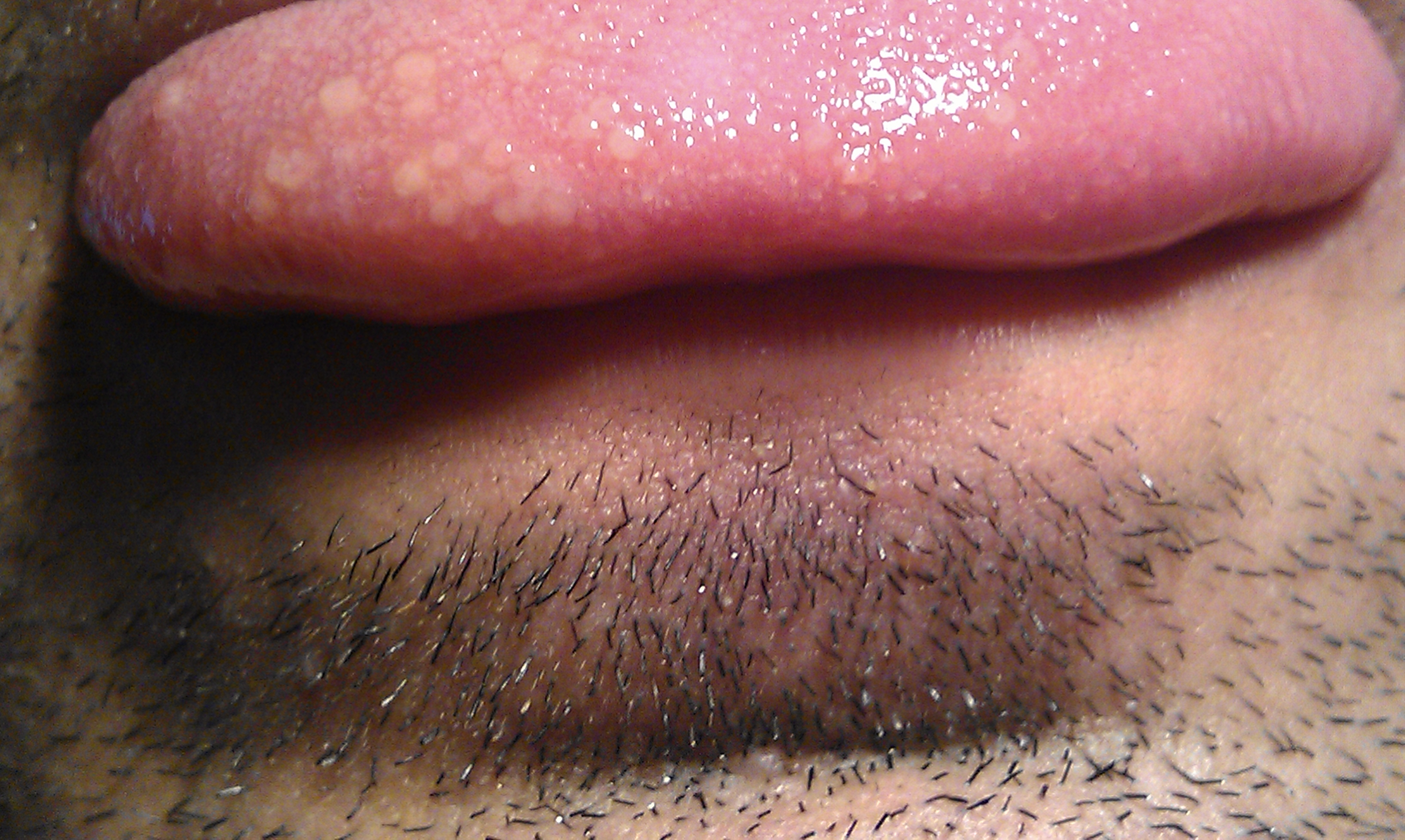
Aphthen auf der Zunge

Kleinere Aphthen (Minor-Form) haben einen Durchmesser von unter einem Zentimeter, sie heilen innerhalb von ein bis zwei Wochen aus. Es wird aber auch von seltenen Aphthen mit einem Durchmesser von über einem Zentimeter bis etwa 30 mm und mehr berichtet. Bei diesen größeren Aphthen, die Wochen bis Monate persistieren können und unter Narbenbildung abheilen, wird von der Major-Form gesprochen. Bei herpetiformen Ulcera tritt eine große Zahl kleiner Aphthen auf, diese Form ist jedoch selten. Es tritt akut auf und rezidiviert sehr selten.
Wie schmerzhaft Aphthen sind, ist individuell stark unterschiedlich. Aphthen können sehr schmerzhaft sein, bei stärkerem Befall ist oft die tägliche Lebensführung deutlich beeinträchtigt. Das Sprechen, Essen, Schlucken von Wasser oder Speichel ist schmerzhaft. Die Größe von Aphthen ist oft nicht ausschlaggebend für das Ausmaß an Schmerzen, das sie verursachen. Vielmehr ist die Stelle im Mund, an der die Aphthe auftritt, entscheidend. So kann etwa eine relativ kleine Aphthe mit einem Durchmesser von wenigen Millimetern, die auf der Zungenspitze auftritt, wesentlich schmerzhafter sein als eine größere, die an einer mechanisch weniger beanspruchten Stelle im Mund (z. B. im zentralen Wangengewebe) entsteht. In wenigen Fällen treten auch nahezu nicht schmerzende Aphthen auf.

## Verbreitung
In Deutschland sind 2–10 Prozent der Menschen von Aphthen betroffen. Davon weisen rund 85 Prozent Minor-Aphthen auf, die oft nach wenigen Tagen abheilen und nach wenigen Wochen ganz verschwinden. Major-Aphthen treten seltener auf und heilen erst nach Wochen oder Monaten aus. Betroffen sind alle Altersklassen, wobei Männer seltener zu Aphthenbildung neigen als Frauen.

## Diagnostik
Die Diagnose der rezidivierenden Aphthose basiert auf Anamnese und klinischem Bild, da spezifische Labortests nicht zur Verfügung stehen. Zur Erkennung zugrunde liegender Erkrankungen (Immunerkrankungen, Infektionen, Mangelzustände) können neben der Krankengeschichte auch verschiedene Laborparameter weiterhelfen.

## Behandlung
Neben der lokalen Behandlung steht bei systemischen Erkrankungen deren Behandlung im Vordergrund. Eine ursächliche Therapie rezidivierender Aphthen ohne zugrunde liegender systemischer Grunderkrankung ist bislang nicht bekannt. Antibiotika, Virostatika oder die Gabe von Gammaglobulinen zeigten keine Wirkung.
Zur symptomatischen Behandlung von Aphthen werden schmerzstillende Wirkstoffe wie beispielsweise Lidocain, Polidocanol oder Benzydamin eingesetzt; es stehen Sprays, Gurgellösungen und Gele bzw. Salben (Haftsalben für die Mundschleimhaut) für die Therapie zur Verfügung. Auch adstringierende Mittel wie Rhabarberwurzelextrakt, Myrrhentinktur, Silbernitrat, Phenolsulfonsäureverbindungen und das Kresolsulfonsäure-Polykondensat Policresulen kommen zur Anwendung; ihre zusammenziehende bzw. ätzende Wirkung soll durch Abstoßung von abgestorbenem Gewebe die Heilung beschleunigen. Einen ähnlichen Effekt haben Zinksulfat und verdünnte Wasserstoffperoxidlösung, letztere wirkt zudem leicht antiseptisch. Bei Ausschluss einer infektiösen Ursache kann das entzündungshemmende, verschreibungspflichtige Triamcinolonacetonid, etwa als Haftsalbe, verwendet werden.
Volksheilkundlich werden entzündungshemmende Mittel wie Teebaumöl, Melissenextrakt sowie Spülungen mit Kamillen- und Salbeitee angewendet. Ein weiteres Mittel ist eine Alkoholtinktur aus Propolis (Bienenkittharz).
Eine Mischung aus sulfonierten Phenolen und Schwefelsäure reduziert die durch Aphthen ausgelösten Beschwerden durch Auflösung des Biofilms mittels Dehydratisierung. Sie wird durch den Zahnarzt mittels einer stumpfen Kanüle lokal appliziert. Es sind auch Applikatoren zur Selbstanwendung verfügbar.

## Bednar-Aphthen
Als Bednar-Aphthen (benannt nach dem österreichischen Arzt Alois Bednar, 1816–1888) bezeichnet man bei Säuglingen die während der ersten Lebensmonate auftretenden Ulzerationen der Mundschleimhaut, die meist am harten Gaumen auftreten. Auch Sauggeschwüre durch Auswischen des Mundes fallen darunter. Sie entstehen durch Mikrotraumata. Bednar-Aphthen heilen spontan ab. Es handelt sich um unechte Aphthen, die den Aphthen ähneln.